# Erich Hartmann
Erich Alfred Hartmann (Weissach, Württemberg, Alemanya, 19 d'abril de 1922 – Weil im Schönbuch, Baden-Württemberg, Alemanya, 20 de setembre de 1993), que rebé el sobrenom de "Bubi" (la forma hipocorística de "xicot") per part dels seus camarades i " El Dimoni Negre" pels seus enemics soviètics, va ser un pilot de guerra alemany que va servir a la Luftwaffe durant la II Guerra Mundial, considerat el màxim as de caça de tota la guerra aèria. Va participar en 1404 missions de combat, 825 de les quals tenien l'objectiu d'atacar emplaçaments enemics i 260 d'abatre avions enemics. Reclamà 352 victòries aèries, de les quals 345 van ser contra la Força Aèria Soviètica. Durant el transcurs de la seva carrera, Hartmann va haver de realitzar 14 aterratges d'emergència a causa o bé dels danys rebuts pels avions que havia abatut o bé de fallades mecàniques. Hartmann mai no va ser abatut ni forçat a aterrar a causa de foc enemic.
Hartmann, pilot de planador a la preguerra, s'allistà a la Luftwaffe el 1940 i completà el seu entrenament de pilot de caça el 1942. Va ser destinat al Jagdgeschwader 52 (JG 52) al Front Oriental i va tenir la sort de ser destinat sota la supervisió d'alguns dels pilots de caça més experimentats de la Luftwaffe. Sota la seva guia, Hartmann desenvolupà tranquil·lament les seves tàctiques, que li proporcionarien la cobejada Creu de Cavaller de la Creu de Ferro amb Fulles de Roure, Espases i Diamants el 25 d'agost de 1944, després d'aconseguir 301 victòries aèries.
Va aconseguir la seva 352a i darrera victòria el 8 de maig de 1945. Ell i les restes del JG 52 es rendiren a les tropes americanes, que el van encomanar a l'Exèrcit Roig. Intentant pressionar-lo perquè ingressés a les Forces Armades de l'Alemanya Oriental, el Volksarmee, va ser condemnat per crims de guerra falsos o injustificables, sentència pòstumament anul·lada per un tribunal rus que va al·legar instrucció maliciosa. Hartmann va ser sentenciat a 25 anys de treballs forçats, i va passar 10 anys en diversos camps de treball gestionats pel gulag, fins a ser alliberat el 1955.
El 1956, Hartmann s'uní a la nova Luftwaffe de l'Alemanya Occidental, essent el primer Geschwaderkommodore del Jagdgeschwader 71 "Richthofen". Hartmann dimití el 1970 del Bundeswehr, principalment a causa de la seva oposició al desplegament del F-104 Starfighter a la Bundesluftwaffe i per enfrontaments amb els seus superiors. Després es dedicà a ensenyar a volar. Hartmann va morir el 1993, als 71 anys.

## Primers anys
Erich Hartmann va néixer el 19 d'abril de 1922 a Weissach, Württemberg. Els seus pares van ser Alfred Erich Hartmann i Elisabeth Wilhelmine Machtholf. La depressió econòmica que seguí la I Guerra Mundial a Alemanya va fer que el pare, metge d'ofici, trobés feina a Changsha, una ciutat al sud de la Xina, i allà és on l'Erich va passar la seva infantesa. Més endavant, el 1928, es van veure forçats a tornar a causa de l'esclat de la Guerra Civil Xinesa.
Erich va ser educat a la Volksschule de Weil im Schönbuch (abril de 1928 – abril de 1932), al Gymnasium de Böblingen (1932-1936), a l'Institut Nacional Polític d'Educació de Rottweil (1936-37) i al Gymnasium de Korntal (1937-40), on rebé el seu Abitur. Va ser a Korntal on conegué la que seria la seva futura esposa, Ursula "Usch" Paetsch.
La carrera de vol de Hartmann començà quan s'uní al programa d'entrenament de planadors de la Luftwaffe, aprenent de volar amb la seva mare, una de les primeres dones pilots de planador a Alemanya. Els Hartmann tenien un avió lleuger, però van haver de vendre'l el 1932 quan l'economia alemanya es col·lapsà. L'ascens al poder del partit Nazi el 1933 va fer que el govern donés suport als planadors i, el 1936, Elisabeth Hartmann va inaugurar la seva escola de vol a Weil im Schönbuch, on el jove Erich de només 14 anys exercí d'instructor. El 1939 va obtenir la seva llicència de pilot que l'habilitava a volar en aparells de motor.
Durant la II Guerra Mundial, el germà petit d'Erich, Alfred, també s'allistà a la Luftwaffe, servint com artiller amb un Ju 87 a la campanya del Nord d'Àfrica; però va ser capturat pels britànics i passà quatre anys com a presoner de guerra.

## Carrera a la Luftwaffe
Hartmann començà el seu entrenament militar l'1 d'octubre de 1940 al 10è Regiment de Vol a Neukuhren. L'1 de març de 1941 va ser promogut al Luftkriegsschule 2 a Berlin-Gatow, fent el primer vol amb un instructor quatre dies després, i realitzant el seu primer vol en solitari 3 setmanes després. Completà el seu entrenament bàsic de vol a l'octubre de 1941 i començà un entrenament avançat de vol a Lachen-Speyerdorf l'1 de novembre de 1941. Allà aprengué tècniques de combat i habilitat d'artiller. Completà aquest entrenament el 31 de gener de 1942 i, entre l'1 de març i el 20 d'agost aprengué a pilotar el Messerschmitt Bf 109 amb el Jagdfliegerschule 2 a Zerbst/Anhalt.
L'època d'entrenament no va anar sempre bé. El 31 de març de 1942, durant un vol d'entrenament, ignorà les normes i realitzà diverses acrobàcies amb el seu Bf 109 sobre l'aeròdrom de Zerbst. El seu càstig va ser 3 mesos de confinament a la caserna amb la pèrdua de ⅔ de la paga. Anys més tard recordava aquest fet com una experiència que li va salvar la vida ja que, el segon dia després de ser arrestat el pilot que el va substituir va ser abatut i va morir.
Des d'aleshores, Hartmann es va tornar més prudent i adoptà un nou credo que passà a altres joves pilots: "Vola amb el teu cap, no amb els teus músculs". Durant una sessió de pràctica d'artilleria, realitzada el juny de 1942, aconseguí impactar un objectiu ancorat amb 24 dels 50 trets de metralladora, una fita que era considerada difícil d'aconseguir. El seu entrenament el qualificava per volar amb 17 tipus d'avions diferents i, després de graduar-se, el 21 d'agost de 1942 va ser destinat al Ergänzungs-Jagdgruppe Ost (Grup de Subministrament de Caces, Est) de Gleiwitz (Silèsia Superior), on va estar-se fins al 10 d'octubre de 1942.

### Al front
A l'octubre de 1942, Hartmann va ser assignat a la secció de caces Jagdgeschwader 52 (JG-52), destinat a Maykop al Front Oriental, a la Unió Soviètica. La secció estava equipada amb Messerschmitt Bf 109G, però Hartmann i diversos pilots més van haver de portar Junkers Ju 87 Stukas cap a Mariúpol. El seu primer vol acabà amb una fallada de motor, fent que el Stuka s'estavellés contra la caseta de control. Hartmann va ser destinat al III./JG 52, comandat pel Gruppenkommandeur Major Hubertus von Bonin, i sota les ordres de l'experimentat Oberfeldwebel Edmund "Paule" Roßmann. Entre els seus companys d'esquadró també hi havien pilots experimentats com Alfred Grislawski, Hans Dammers o Josef Zwernemann. Després de diversos dies de combats simulats i pràctiques de vol, Grislawski va admetre que, tot i que a Hartmann encara li calia molt per aprendre sobre tàctiques de combat, era un pilot de talent. Paule Roßmann ensenyà a Hartmann els fonaments de l'atac per sorpresa, una tàctica que dirigí l'estil "Veure – Decidir – Atacar – Destruir" al combat aeri.
Hartmann volà la seva primera missió de combat com a escorta de Roßmann el 14 d'octubre de 1942. Quan es trobaren 10 avions enemics a sota, Hartmann, obsessionat amb la idea d'aconseguir la seva primera victòria, obrí l'accelerador al màxim i se separà de Roßmann. Va atacar un avió enemic, però no aconseguí cap impacte i en canvi gairebé topà amb ell. Llavors va dirigir-se cap a un núvol baix, i la missió acabà amb un aterratge d'emergència després de quedar-se sense combustible. Hartmann havia violat pràcticament totes les normes del combat aire-aire, i von Bonin el condemnà a tres dies de treballs amb el personal de terra. Vint-i-dos dies després, Hartmann reclamà la seva primera victòria, un Ilyushin Il-2 del 7è Regiment Aeri de la Guàrdia d'Atac Terrestre, però, a finals de 1942, només havia aconseguit afegir una victòria més al seu compte. Com d'altres asos, li va costar algun temps convertir-se en un pilot de caça d'èxit.
L'aparença jovenívola de Hartmann li va fer rebre el sobrenom de "Bubi" (la forma hipocorística de «jove» en alemany), i l'as Walter Krupinski, a qui Hartmann servia com a escorta, constantment li deia: "Ei, Bubi, més a prop". El 25 de maig de 1943 va abatre un LaGG-5 abans d'impactar amb un altre caça soviètic, però va poder mantenir el control del seu avió malmès. El 7 de juliol, durant les lluites aferrissades que van tenir lloc durant la batalla de Kursk va abatre 7 avions enemics. A inicis d'agost de 1943 la seva marca arribava a 50 i, a finals de mes, va afegir-ne 48 més. Durant el mes següent va ser nomenat Staffelkapitän del 9./JG 52. Posteriorment revelaria que un dels seus secrets de l'èxit "...era que l'objectiu enemic rebés l'efecte absolut de les meves armes. Si esperes fins que l'altre avió ompli la finestra de la cabina completament no fallaràs ni un tret."
Durant el seu primer any de servei operatiu, Hartmann sentí una distintiva manca de respecte cap als pilots soviètics. Es va fixar en què la majoria de pilots soviètics no tenien mires de foc adequades i que els seus pilots havien d'apuntar amb la mà sobre la base del parabrisa.
Si bé Hartmann considerava que el P-39, el P-40 o el Hurricane eren inferiors al Fw 190 o al Bf 109, van donar als soviètics una valuosa tecnologia amb les mires de foc.
Els alemanys van aprendre alguns trucs del seu enemic. La congelació de l'oli dels motors DB 605 dels seus Bf 109G-6s feia que fos difícil engegar-los amb el fred extrem de l'hivern rus. Un pilot soviètic capturat li va mostrar com abocant combustible al càrter de l'oli el descongelaria i podrien engegar el motor amb un únic intent. Una altra solució a aquest problema, també apresa dels soviètics, era encendre combustible sota el motor.

#### Darrere les línies enemigues
A finals d'agost de 1943 Hartmann havia assolit 90 victòries aèries. El 19 d'agost, en combat amb Il-2s, el seu avió va ser danyat per les restes del seu enemic, i va veure's obligat a aterrar darrere les línies soviètiques. El Geschwaderkommodore de Hartmann, Dietrich Hrabak, donà ordres a la unitat de Hartmann de donar suport als bombarders en picat del Sturzkampfgeschwader 2, encapçalats pel famós pilot de Stuka Hans-Ulrich Rudel en un contraatac. La situació havia canviat, i el vol de 8 caces alemanys s'enfrontà amb un grup de caces Iàkovlev Iak-9 i Làvotxkin La-5 soviètics que estaven protegint Il-2 Sturmoviks en una missió d'atac a terra. Hartmann va abatre dos avions enemics abans que el seu caça fos tocat per la ferralla i va ser obligat a fer un aterratge d'emergència. Llavors, d'acord amb les normes de la Luftwaffe, intentà recuperar el rellotge de precisió d'abord. Mentre que ho feia, un grup de soldats soviètics s'apropà. Adonant-se que la captura era inevitable, simulà ferides internes. Hartmann actuà tan convincent que els soviètics el posaren en un camió. Quan el cap de tripulació de Hartmann, Heinz "Bimmel" Mertens, s'assabentà del que havia passat, va agafar un fusell i marxà a la recerca de Hartmann.
Hartmann esperà pacient el moment per fugir i, aprofitant la distracció de l'atac dels Stukas, atacà a l'únic guàrdia. Harmann saltà del darrere del camió i va córrer cap a un camp de gira-sols. Evadint-se dels soldats que el perseguien, esperà fins a la nit; en què seguí a una patrulla soviètica que es dirigia cap a l'oest. Quan s'apropava a les línies alemanyes, un sentinella alemany va disparar-lo, tret que li passà entre les cames.

### Les Fulles de Roure a la Creu de Cavaller
A l'octubre de 1943, Hartmann reclamà 33 victòries més i, el 29 d'octubre, va rebre la Creu de Cavaller de la Creu de Ferro, comptant amb 148 victòries en aquells moments. A finals d'any el seu compte havia ascendit fins a 159. Als dos primers mesos de 1944 Hartmann reclamà 50 victòries més. Hartmann continuà fent a un pas encara més gran. La seva espectacular taxa de victòries va fer que l'Alt Comandament de la Luftwaffe la revisés escrupolosament; les seves demandes eren revisades dues i tres vegades, i les seves actuacions van ser revisades per un observador que volava en la seva formació. El 2 de març assolí 202 victòries. En aquells moments els pilots soviètics ja estaven familiaritzats amb el senyal de ràdio de Harmann de Karaya 1, i el Comandament Soviètic anuncià una recompensa de 10.000 rubles pel seu cap. Durant una temporada Hartmann va fer servir un disseny de tulipes negres sobre el capó del motor, prop de l'hèlix del seu avió, de manera que els soviètics l'anomenaren Cherniy Chort ("Dimoni Negre"). Els adversaris de Hartmann sovint dubtaven de quedar-se i lluitar si advertien el seu escut. Com a resultat, aquest avió sovint va ser cedit als pilots novells, i així podien volar amb una relativa seguretat. El 21 de març, Hartmann aconseguí la 3.500a victòria a la guerra del JG 52. La negativa dels pilots soviètics a enfrontar-se amb Hartmann va fer que la seva taxa de victòries caigués, així que retirà l'escut i el seu avió seguí pintat com qualsevol altre de la unitat. Conseqüentment, durant els dos mesos següents, Hartmann aconseguí més de 50 victòries.
Al marc de 1944, Erich Hartmann, Gerhard Barkhorn, Walter Krupinski i Johannes Wiese van haver d'anar al Berghof a Berchtesgaden. Barkhorn va ser condecorat amb les Espases i Hartmann, Krupinski i Wiese van rebre les Fulles de Roure a les seves Creus de Cavaller. Al tren, tots quatre van abusar del conyac i del xampany, arribant totalment beguts a Berchtesgaden. El Major Nicolaus von Below, adudant de Hitler de la Luftwaffe, va quedar bocabadat. Després d'un temps sense beure gens, esperant que li passés els efectes de l'alcohol, Hartmann encara estava begut. Hartmann va agafar la gorra d'un oficial alemany d'un prestatge i se la va posar, però li anava massa gran. Von Below seguia sorprès, va dir a Hartmann que era la gorra de Hitler, ordenant-li que la tornés allà on era.

### Lluitant contra les Forces Aèries Americanes
El 21 de maig de 1944, Hartmann va enfrontar-se a les Forces Aèries americanes en la Reichsverteidigung per primera vegada. Mentre volava per cobrir un altre Schwarm, Hartmann atacà quatre P-51 Mustangs sobre Bucarest i en va abatre dos, mentre que els altres dos queien víctimes dels seus companys. L'1 de juny de 1944, Hartmann va abatre quatre P-51s més en una única missió sobre els camps petroliers de Ploieşti. Aquell mateix mes, durant el seu cinquè combat contra pilots americans, va abatre dos P-51s més abans de ser forçat a saltar, quan 8 P-51s més es llançaren contra el seu Messerschmitt, que s'havia quedat sense combustible. Durant les intenses maniobres, Hartmann aconseguí alinear-se amb un dels P-51 a curta distància, però només va sentir un "clank" quan disparà, car s'havia quedat sense munició. Mentre saltava amb el paracaigudes, els P-51 l'envoltaren i Hartmann es preguntà si aprofitarien per matar-lo. Un dels P-51 era pilotat pel tinent Robert J. Goebel del 308è Esquadró, 31è Grup de Caces, que s'havia apartat del grup i havia anat directe cap a ell. Goebel estava passant amb la càmera per enregistrar el salt i havia quedat massa lluny d'ell en el darrer moment, saludant a Hartmann quan va passar.
El 17 d'agost, Hartmann esdevingué l'as amb més victòries, superant al seu company del JG 51 Gerhard Barkhorn, amb la seva 274a victòria.

### Els Diamants per a la Creu de Cavaller
El 23 d'agost, Hartmann reclamà 8 victòries en 3 missions, pujant la seva marca a 290 victòries. El 24 d'agost de 1944 superà les 300 victòries, després d'abatre 11 avions en dues accions de combat, assolint el rècord absolut de victòries aèries amb una marca sense precedents de 301. El Reichsmarschall Hermann Göring va ordenar immediatament que es quedés a terra, car temia l'efecte que podia causar sobre la moral alemanya la pèrdua d'un heroi com ell. Hartmann, però, aconseguí entre bastidors que fos restituït com a pilot de combat.
Va ser un dels únics 27 soldats alemanys de la II Guerra Mundial que van rebre els Diamants per a la seva Creu de Cavaller. Hartmann va ser citat al Führerhauptquartier Wolfsschanze, el quarter general de Hitler prop de Rastenburg, per rebre la cobejada condecoració de mans del mateix Hitler. En arribar-hi, li demanaren que deixés la seva pistola, una mesura de seguretat presa després del fracassat intent d'assassinat del 20 de juliol de 1944; però s'hi negà i amenaçà de declinar els Diamants si no es confiava prou en ell perquè pogués dur-la. Després de consultar l'Oberst Nicolaus von Below, ajudant de Hitler de la Luftwaffe, Hartmann va ser autoritzat a mantenir la seva pistola i acceptà els Diamants.
Durant l'entrevista amb Hitler, Hartmann discutí sobre les retallades en l'entrenament dels pilots de caça. Disculpant-se, Hitler va dir a Hartmann que creia que, "militarment, la guerra està perduda"; i que desitjava que a la Luftwaffe hi hagués més gent com ell i Rudel."
Els Diamants comportaven un permís de 10 dies. Durant aquestes vacances, el General der Jagdflieger Adolf Galland ordenà a Hartmann que assistís a una reunió a Berlin-Gatow. Galland volia transferir a Hartmann al programa de proves del Me 262. Hartmann demanà que es cancel·lés a causa del seu profund afecte cap al JG 52. Galland, valorant la camaraderia i veient el mèrit en la petició de Hartmann, cancel·là el traspàs a l'esquadró de reactors i rescindí l'ordre que l'havia retirat de les operacions de combat. Galland envià Hartmann al Jagdfliegerheim, un ressort de vacances per als pilots de caça a Bad Wiessee, on, el 10 de setembre, es casà amb la seva xicota de tota la vida, Ursula "Usch" Paetsch. Entre els assistents al casament hi eren Gerhard Barkhorn i Wilhelm Batz.

### Tècnica de combat

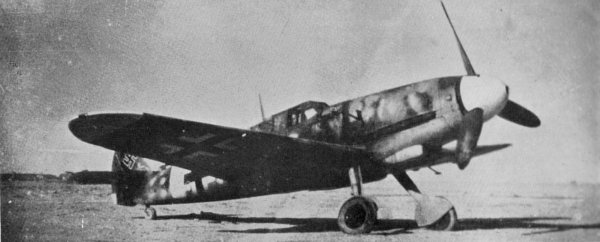
Un Messerschmitt Bf 109

A diferència de Hans-Joachim Marseille, que era un expert en la punteria i en l'art del tir de deflecció, Hartmann era un mestre de les tàctiques de tall i emboscada. Segons havia explicat ell mateix, estava convençut que un 80% dels pilots que va abatre ni tan sols s'adonaren que els estaven disparant. Es recolzava en el poderós motor del seu Bf-109 per fer escombrades d'alta potència i per fer aproximacions ràpides, ocasionalment entrant enmig de les formacions enemigues per aconseguir avantatge de la confusió que seguia.
Quan el condecorat pilot de proves britànic captain Eric Brown preguntà a Hartmann com havia assolit 352 victòries, revelà:
| « | Potser no s'ho creurà, però el Sturmovik, que era el principal avió d'atac aire-terra, volava en formació com els B-17 i no intentaven fer cap maniobra evasiva. I tot el que tenien era una sarbatana al darrere de cada avió. A més, alguns dels pilots eren dones. La seva sarbatana no era cap amenaça a menys que tinguessin la sort d'encertar-te a tu. Jo no disparava fins que l'avió ocupava tot el meu parabrisa. Si ho feia, n'agafava un cada vegada." | » |

El seu mètode favorit d'atac era no disparar fins a estar molt a prop (a 20 metres o menys) i llavors llançar una ràfega curta —una tècnica apresa quan servia d'escorta de Walter Krupinski, que estava a favor aquesta aproximació. Aquesta tècnica, oposada a disparar a llarga distància, li permetia:
- revelar la posició en el darrer moment
- compensar la baixa velocitat de foc del canó MK 108 de 30mm amb el que els darrers models de Bf 109 estaven equipats (tot i que la majoria de les seves victòries estaven equipats amb el canó MG 151 d'alta velocitat)
- situar els seus trets acuradament amb una mínima despesa de munició
- evitar que l'adversari pogués iniciar accions evasives

Però en disparar a curta distància tenia el risc de volar enmig de la ferralla d'un avió malmès o a punt d'explotar, danyant el seu provi avió (la major part de danys que patí Hartmann va ser a causa de la col·lisió amb la ferralla volant). Si entrar en un atac múltiple era perillós, marxava i es conformava amb una victòria. La seva acurada aproximació va ser descrita per ell mateix com "Mira – Decideix – Ataca – Marxa": observa l'enemic, decideix com procedir amb l'atac, fer l'atac i tornar a marxar per reavaluar la situació.

### Darrers combats
Entre l'1 i el 14 de febrer, Hartmann comandà un breu temps el I./JG 53 com a Gruppenkommandeur, fins a ser rellevat per Helmut Lipfert. Al març de 1945, Hartmann, que ja havia aconseguit 336 victòries directes, va ser convidat de nou pel General Galland per unir-se a les noves unitats de Me-262. Hartmann assistí a un programa de conversió dels reactors, comandat per Heinrich Bär. Galland també intentà que Hartmann volés amb el JV 44. Hartmann declinà l'oferta, preferint seguir al JG 52. Com a Gruppenkommandeur del I./JG 52, Erich Hartmann aconseguí la seva 350a victòria aèria el 17 d'abril, a la rodalia de Chrudim.
Al final de la guerra, Hartmann desobeí l'ordre del General Hans Seidemann amb què manava que ell i Hermann Graf volessin cap al sector britànic per evitar que fossin capturats pels soviètics. Posteriorment, Hartmann explicà:
| « | Haig de dir que en tota la guerra mai no vaig desobeir una ordre, però quan el general Seidemann ens ordenà al graf i a mi que voléssim cap al sector britànic i ens rendíssim per evitar els russos, mentre que la resta de l'ala es rendia als soviètics... No podia abandonar els meus homes. Això hagués estat ser un mal comandant. | » |

La darrera victòria de Hartmann va ser sobre Brno, Txecoslovàquia, el 8 de maig, el darrer dia de la guerra a Europa. A primera hora del matí, va realitzar una missió de reconeixement per informar sobre les forces soviètiques. Hartmann s'enlairà amb el seu escorta a les 08:30 i descobriren les primeres unitats soviètiques a 40 km. Sobrevolant la zona, Hartmann va veure dos Iak-9 realitzant acrobàcies sobre les columnes soviètiques. Decidit a espatllar la festa, Hartman volà sobre els seus caces des del seu punt d'avantatge a 3.700 metres i disparà a menys de 61 metres d'ells. Mentre es dirigia cap al segon caça, Hartmann advertí uns punts brillants que se li apropaven: eren P-51. En lloc de quedar-se i ser agafat entre els soviètics i els americans, Hartmann i el seu escorta volaren a baix nivell amagant-se entre el fum que cobria Brno. Quan aterrà, descobrí que els soviètics estaven bombardejant amb artilleria l'aeròdrom, així que amb el seu JG 52 destruí "Karaya" 1, 24 Bf109 i grans quantitats de munició. Després de la guerra, Hartmann recordaria:
| « | Vam destruir els avions i totes les municions, tot. Vaig asseure'm al meu caça i vaig disparar els canons cap als boscos on havíem llançat el combustible, i tot va esclatar. Vam destruir 25 caces perfectes. Hagués estat bé que ara estiguessin als museus. | » |

Com a Gruppenkommandeur del I./JG 52, Hartmann escollí rendir la seva unitat a membres de la 90a divisió americana.

## Presoner de guerra

### Rendició
Després de la seva captura, Hartmann, els seus companys pilots i la tripulació de terra van ser lliurats a la Unió Soviètica el 24 de maig, on va ser empresonat seguint els acords de Ialta, que constataven que els soldats i aviadors que havien lluitat contra els soviètics havien de rendir-se a aquests. Hartmann i la seva unitat van ser traslladats a un gran camp a cel obert per esperar el traspàs. Els presoners arribarien a ser 50.000. Les condicions de vida es deterioraren, i alguns guàrdies americans van fer els ulls grossos davant les fugues, arribant a donar-los menjar i mapes.
Poc després de ser lliurat als soviètics, Hartmann experimentà el següent:
| « | El primer que van fer els russos va ser separar les dones i les noies alemanyes dels homes. El que va seguir va ser una brutal orgia de violacions i llibertinatge per part dels soldats de l'Exèrcit Roig. Quan els americans, més nombrosos, van intentar intervenir, els russos van carregar contra ells disparant a l'aire i amenaçant amb matar-los si intervenien. Les violacions van seguir durant tota la nit. L'endemà va arribar un general rus al campament i ordenà immediatament que allò acabés... Més tard uns russos van violar l'ordre i van assaltar a una noia alemanya; a la que se li demanà que els identifiqués. No hi va haver cap mena de tràmit, cap cort marcial de cap mena. Els culpables van ser penjats immediatament davant dels seus companys. S'havia marcat el punt. | » |

Inicialment, els soviètics intentaren convèncer Hartmann perquè cooperés amb ells. Se li demanà que espiés els seus companys oficials i ser un stukatch, o "espieta". Es negà i va ser castigat amb 10 dies de confinament en una cambra de quatre per nou per sis peus. Dormí sobre el terra i només li donaren pa i aigua. En una altra ocasió, els soviètics amenaçaren de raptar i assassinar la seva esposa (la mort del seu fill li va ser amagada). Durant interrogatoris semblants sobre el seu coneixement dels Me 262, Hartmann va ser colpejat per un oficial soviètic amb un bastó, fent que Harmtmann colpegés amb la seva cadira al cap del rus, deixant-lo inconscient. Esperant que l'afusellarien, va ser enviat de tornada al petit búnquer.
Hartmann, gens avergonyit del seu servei militar, optà per fer una vaga de fam i morir abans que seguir la "voluntat soviètica", com ell ho anomenava. Els soviètics la van permetre durant quatre dies, fins que van alimentar-lo a la força. Altres esforços més subtils de convertir Hartmann al comunisme també fracassaren. Se li va oferir un càrrec a la Luftstreitkräfte der Nationalen Volksarmee (Força Aèria de l'Alemanya Oriental), la qual també rebutjà.
| « | Si, després que estigui a casa, a l'oest, em feu una oferta de treball normal, un acord de negocis com els que la gent signa diàriament a tot el món, i a mi m'agrada l'oferta, llavors vindré i treballaré amb vostès d'acord amb aquest contracte. Però si intenteu fer-me treballar sota qualsevol mena de coacció, llavors resistiré fins al darrer alè. | » |

### Acusacions de crims de guerra
Hartmann va anar massa lluny en la seva resistència. Va ser acusat falsament de crims de guerra, especialment de disparar deliberadament contra 780 ciutadans soviètics al poble de Briansk, atacant una fàbrica de pa el 23 de maig de 1943 i destruint 345 "costosos" avions soviètics. Es negà a respondre a aquestes acusacions i portà la seva pròpia defensa, la qual cosa va ser, segons el jutge, una pèrdua de temps.
Condemnat a 25 anys de treballs forçats, Hartmann es negà a treballar. Va ser confinat en solitari, la qual cosa enrabià els seus companys presoners. Començaren una revolta, car eren més que els guàrdies, i l'alliberaren. Hartmann va fer una denúncia a l'oficina del Kommandant', demanant un representant de Moscou i una inspecció internacional, així com un tribunal perquè l'absolgués de la seva condemna injusta. Se li denegà, sent enviat a un camp a Novotxerkkassk, on passà 5 mesos més confinat en solitari. Amb el temps, Hartmann va poder tenir un tribunal, però no ajudà a la seva sentència original. Posteriorment va ser enviat a un altre camp, a Diaterka, als Urals.
El 1955, la mare de Hartmann va escriure al nou Canceller, Konrad Adenauer, al qual li demanava que aconseguís la seva llibertat. S'arribà a un acord comercial entre l'Alemanya Occidental i la Unió Soviètica, i Hartmann va ser alliberat juntament amb 16.000 presoners de guerra més. Després de passar deu anys i mig als camps de presoners soviètics, estava entre la darrera onada de presoners que tornaven. Va reunir-se amb la seva esposa Ursula, a la que havia escrit cada dia durant la guerra.
El gener de 1997, el govern rus, com a successor legal de la Unió Soviètica, exonerà Hartmann admetent que la seva condemna va ser il·legal.

## Anys de postguerra

### A la Luftwaffe del Bundeswehr

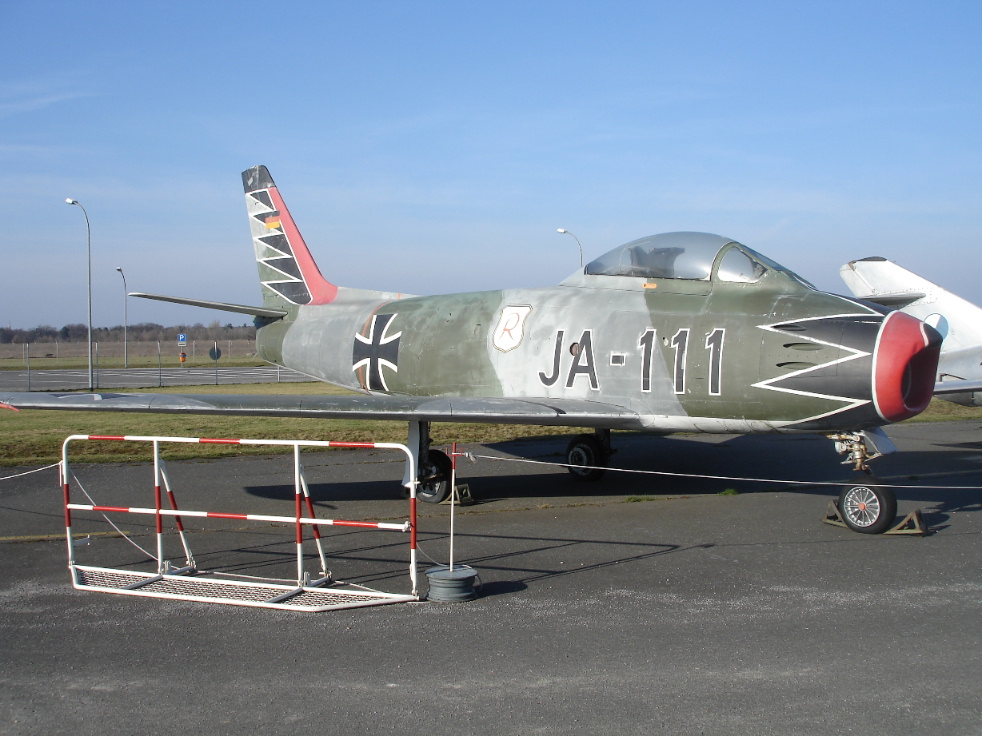
Un Canadair Sabre de la Luftwaffe amb el disseny "tulipa negre" de Hartmann al Luftwaffenmuseum

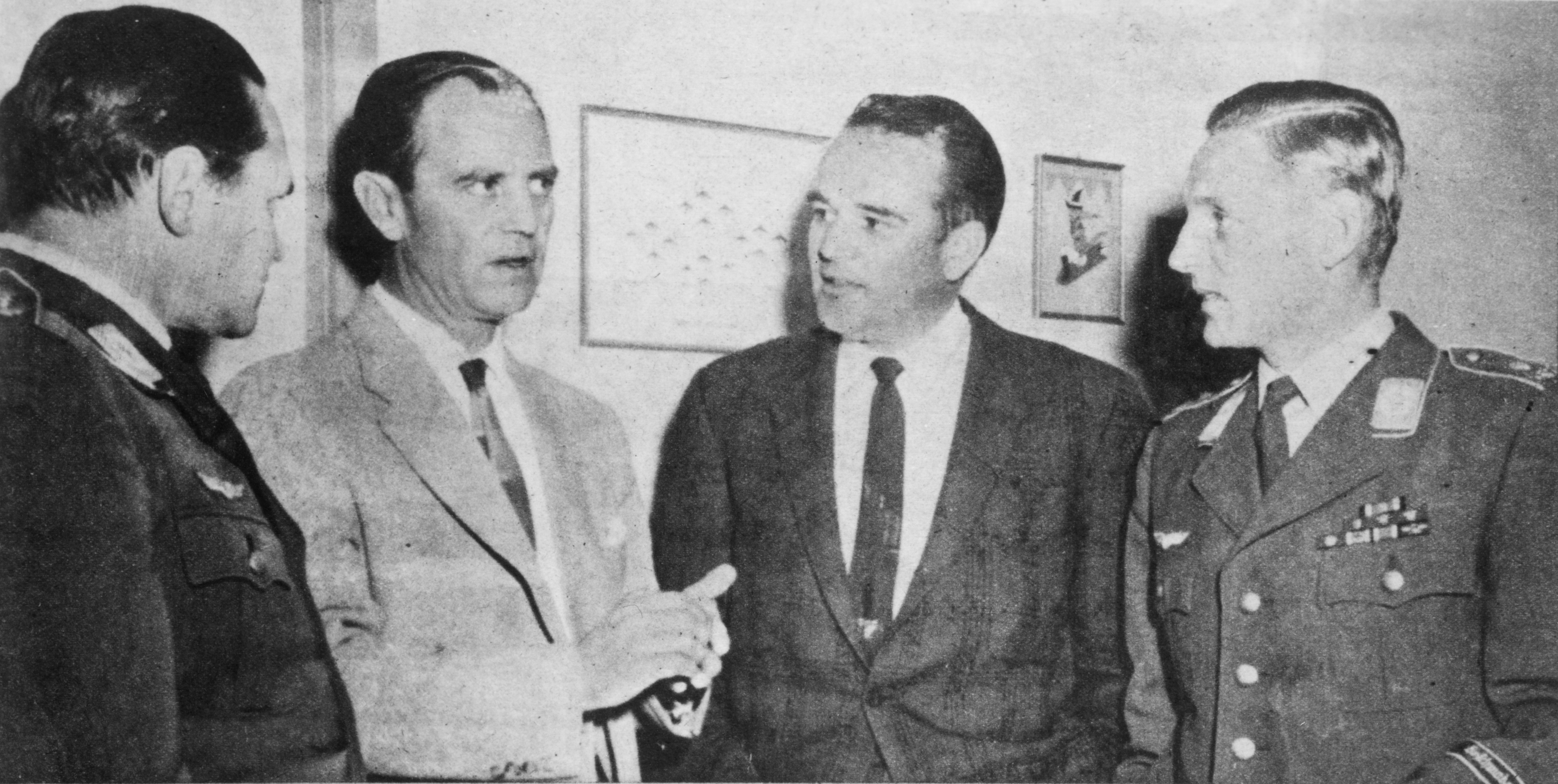
Els asos estatunidencs Hub Zemke i Bud Mahurin amb Erich Hartmann i Walther Krupinski.

Quan tornà a l'Alemanya Oriental, Hartmann tornà al servei militar al Bundeswehr i esdevingué oficial a la Bundesluftwaffe (la Força Aèria de l'Alemanya Occidental), comandant la primera unitat de reactors, el Jagdgeschwader 71 "Richthofen", equipat primer amb Canadair Sabres i després amb Lockheed F-104 Starfighters. Va fer diversos viatges als Estats Units, on va ser entrenat amb equipament de la Força Aèria americana. Tenia els avions del JG 71 amb el mateix disseny de tulipes negres emprat pel Karaya 1 al Front Oriental.
Hartmann considerava el F-104 fonamentalment defectuós i poc segur, i s'oposà a la seva adopció pel Bundesluftwaffe. Malgrat que els fets ratificaren la seva baixa opinió de l'avió (282 accidents i 115 pilots morts en missions de no-combat amb F-104, juntament amb les denúncies de suborns que van culminar en l'escàndol Lockheed), el fet que Hartmann hagués expressat obertament la seva crítica, el va convertir en una persona mal considerada pels seus superiors. El General Werner Panitzki, successor del General Josef Kammhuber com Inspekteur der Luftwaffe, afirmà: "Erich és un bon pilot, però no és un bon oficial." Hartmann va ser obligat a retirar-se el 1970.

### Vida civil
Durant el seu llarg captiveri, el fill de Hartmann, Erich-Petter, va néixer el 1945 i va morir el 1948 amb només 3 anys sense que el seu pare l'hagués vist mai. Posteriorment tindria una filla, Ursula Isabel, nascuda el 23 de febrer de 1957.
Després del seu retir militar, Hartmann treballà com a instructor de vol a Hangelar, prop de Bonn. Entre 1971 i 1974 també volà en un equip acrobàtic amb "Dolfo" Galland. Experimentà un canvi sobtat a la seva vida el 1980, quan va agafar un refredat que es convertí en una angina de pit (el mateix que matà el seu pare amb 58 anys). Es recuperà i el 1983 va ser declarat mèdicament apte per volar, tornant a fer d'instructor a diverses escoles de vol. Malgrat tot, tement un segon atac, es tornà cautelós i limità les seves aparicions en actes públics. Afirmà "Estic retirat i sóc civil, i ara m'agradaria tenir descans i pau. No visc per a exhibicions".
Erich Hartmann va morir el 20 de setembre de 1993, a l'edat de 71 anys a Weil im Schönbuch..

## Sumari de la carrera
Erich Hartmann volà 1.404 missions de combat durant la II Guerra Mundial, participant en 825 combats i sense ser mai abatut.
Mai no va resultar ferit i mai va haver d'abandonar l'avió a causa del dany causat pels avions enemics. La seva taxa de victòries inclouen 200 caces monomotors soviètics, més de 80 P-39s nord-americans, 15 Il-2 d'atac aire-terra i 10 bombarders mitjans bimotors.
Sovint s'ha dit que estava més orgullós de no haver perdut mai un escorta en combat que no pas del seu rècord de victòries; malgrat això, sí que un dels seus escortes va ser abatut: El Major Günther Capito, que va unir-se a la seva unitat a la primavera de 1943. Capito era un antic pilot de bombarders que havia estat reentrenat per lluitar en caces. Després d'aconseguir la seva cinquena victòria, demanà ser l'escorta de Hartmann. Hartmann es negà inicialment, car pensava que Capito no estava prou entrenat en Messerschmitts. En la seva primera missió conjunta, van ser atacats per P-39 Airacobras:
| « | Vaig cridar-lo perquè es girés, perquè jo pogués atacar els caces roigs, però va ser tocat. Vaig veure-ho tot i li vaig ordenar saltar immediatament. Afortunadament el vaig veure abandonar l'avió i com se li obria el paracaigudes. Estava content de tenir aquest Airacobra; però estava enfadat per no haver mantingut la meva intuïció de no volar amb Günther Capito. | » |

Poc després Hartmann va destruir ambdós caces soviètics.

## Victòries
Un historiador soviètic, Dimitri Khazanov, intentà provar que Hartmann no havia aconseguit prop de 352 victòries. Khazanov només li concedí haver abatut entre 70 i 80 avions soviètics. Però Khazanov ha estat molt criticat per historiadors de l'aviació com Jean-Yves Lorant o Hans Ring per una mala recerca. Ring i Lorant senyalen que les missions que Khazonov intentà emprar com a proves contra Hartmann havien estat falsejades. Per exemple, Khatonov afirmà que en una missió el 20 d'agost de 1943, Hartmann reclamà dues victòries a l'oest de Millerowo, però allà no es va perdre cap avió soviètic. Els registres alemanys mostren que no es reclamà cap victòria en aquella zona: les victòries de Hartmann van ser a l'est de Kuteinikowo, a uns 160 km de distància. El 29 de maig de 1944, Khazanov afirmà que Hartmann havia reclamat 3 La-5 abatuts sobre Roman (Romania). Això era fals: Hartmann reclamà un únic P-39 sobre Iaşi.
Hans Ring afirmà que els errors al treball de Khazanov servien per exposar la naturalesa superficial de les seves afirmacions i confirmar que el seu únic objectiu era desacreditar a Hartmann i el seu rècord. Fins i tot Khazanov afirmà al seu article que durant el judici-espectacle de Hartmann, una de les acusacions que li van fer els soviètics va ser la destrucció de 352 avions soviètics (el nombre real era de 345).

### Condecoracions
- Creu de Cavaller de la Creu de Ferro amb Fulles de Roure, Espases i Diamants:
  - Creu de Cavaller de la Creu de Ferro: 29 d'octubre de 1943, com a Leutnant i pilot al 9./JG 52[54]
  - Fulles de Roure (420è): 2 de març de 1944, com a Leutnant i Staffelführer al 9./JG 52[55]
  - Espases (75è): 2 de juliol de 1944, com a Oberleutnant i Staffelkapitän al 9./JG 52[56]
  - Diamants (18è): 25 d'agost de 1944, com a Oberleutnant i Staffelkapitän al 9./JG 52[57]
- Creu Alemanya d'Or: 17 d'octubre de 1943 com a Leutnant al III./JG 52[58]
- Creu de Ferro de 1a i 2a classe
- Insígnia Combinada de Pilot-Observador d'Or i Diamants[59]
- Copa d'Honor de la Luftwaffe (13 de setembre de 1943)[59]
- Insígnia de Combat de la Luftwaffe d'Or amb el Distintiu "1.300"[59]
- Dues mencions al Wehrmachtbericht[59]

| Data               | Referència original al Wehrmachtbericht en alemany | Traducció |
| ------------------ | --- | --- |
| 24 d'agost de 1944 | Oberleutnant Hartmann erhöhte am gestrigen Tage mit dem Abschuß von 8 Sowjetflugzeugen die Zahl seiner Luftsiege auf 290 | El tinent Hartmann ahir, abatent 8 avions soviètics, elevà el seu total de victòries aèries a 290. |
| 25 d'agost de 1944 | In Luftkämpfen und durch Flakartillerie verloren die Sowjets gestern 58 Flugzeuge. Hiervon schoß der mit dem Eichenlaub zum Ritterkreuz des Eisernen Kreuzes ausgezeichnete Oberleutnant Hartmann, Staffelkapitän in einem Jagdgeschwader, allein 11 Flugzeuge ab und errang damit seinen 301. Luftsieg | En combats aeris i enmig de foc antiaeri, els soviètics van perdre ahir 58 avions. D'aquests, el tinent Hartmann, condecorat amb les Fulles de Roure de la Creu de Cavaller de la Creu de Ferro i Staffelkapitän d'un Jagdgeschwader, tot sol va abatre 11 avions i aconseguí la seva 301a victòria aèria. |

### Dates de promoció
Erich Hartmann s'allistà a la Wehrmacht l'1 d'octubre de 1940. El seu primer destí va ser Neukuhren, a la Prússia Oriental, on va rebre el seu entrenament bàsic com a recluta de la Luftwaffe.
- Leutnant - 31 de març de 1942
- Oberleutnant – 1 de juliol de 1944
- Hauptmann – 1 de setembre de 1944
- Major – 8 de maig de 1945
- Oberstleutnant – 12 de desembre de 1960
- Oberst – 26 de juliol de 1967